# BRAC (material de construcție)
BRAC este un material de zidărie produs de compania Ceramica Iași. Numele BRAC este rezultatul unei combinații de termeni: “Brick” și “AAC” (cărămidă și BCA în limba engleză). Astfel, se poate deduce din prima cele mai importante beneficii rezultate din utilizarea BRAC: BRAC este rezistent, usor și spornic întrucât el combină cele mai importante calități ale carămizilor și ale BCA-ului.

## Descriere
Primul avantaj ce rezultă din aceasta combinatie este prețul redus, un lucru benefic în contextul economiei actuale. Un alt beneficiu adus de BCA formulei BRAC este ușurința folosirii. Datorită dimensiunilor mari și consumului mic de mortar, cu BRAC construcția avansează repede. Din partea BCA-ului produsul mai moștenește 2 trăsături importante - este spornic și ușor de transportat. Greutatea BRAC-ului este similară cu greutatea BCA-ului de bună calitate, ceea ce îl face mai ușor de manipulat și transportat.
Din partea cărămizii se recunosc trăsăturile care țin de durabilitate și rezistență (BRAC are o rezistență la compresiune de două ori mai mare decât prevede legea) precum și izolarea termică excelentă. Nu este deloc de neglijat faptul că produsul este cât se poate de “verde” – fiind 100% ecologic.
Rezistența noului material de zidărie, BRAC, se situează la o medie de 10 N/mm2, de cel puțin două ori mai rezistent decât un BCA de calitate superioară, și la fel de rezistent ca o cărămidă obișnuită.